# Габріель Паріс Гордільйо
Габріель Паріс Гордільйо (ісп. Gabriel París Gordillo; 8 березня 1910, Ібаге, Толіма (департамент) , Колумбія — 21 березня 2008, Кундинамарка, Колумбія — колумбійський політичний і військовий діяч, голова військової хунти Колумбії (1957—1958).

## Біографія
«Див. також: Перуансько-колумбійська війна» 
Габріель Паріс Горділья народився 8 березня 1910 року в м. Ібарге, департамент Толіма. Навчився в коледжі Сан Симона, а після його закінчення був зарахований до колумбійської армії. У 1928 році по закінченню військової академії Хосе Марії Кордови став лейтенантом кавалерії. Будучи лейтенантом, Паріс, брав участь у Перуансько-колумбійській війні у 1933 році на лінії фронту Baraya-La Tagua.
У 1941 році отримує звання генерала в Колумбійській вищій школі. А пізніше був підвищений до підполковника та перенаправлений на навчання в Форт-Лівенворт, США.
З 28 лютого 1953 року був призначений командувачем колумбійською армією. Пізніше,27 червня стає представником Колумбії в комісії з роззброєння Ради Безпеки ООН, діючи як посол Колумбії при Організації Об'єднаних Націй.
9 лютого 1954 року Габріель Паріс був призначений міністром юстиції, а пізніше, 7 серпня призначений військовим міністром. Тимчасово займав посаду Міністра закордонних справ та пост президента Колумбії, за відсутності генерала Рохаса Пінільяна.

## Військова хунта
Період громадянських заворушень, політичних потрясінь і невдоволення населення, перетворили країну в хаос. Жорстокі вуличні демонстрації і загальний страйк, що припав на 10 травня 1957 року скинув уряд генерала Густаво Рохаса, доо влади приходить Габріель Паріс Горділья. Його було обрано не тільки президентом Республіки, а й главою хунти.
Хунта активно видає декрети, що повинні були відновити мир і порядок в країні. З метою послаблення напруженості, хунта велику увагу приділяє питанню економіки. Так як в країні на цей час спостерігався величезний бюджетний дефіцит, а державний борг перевищив $500 млн доларів. Ця ситуація викликала дуже високий рівень безробіття, що вилилося в масові репресії. Для того, щоб вирішити це нагальне питання, Паріс активно співпрацює з урядом США.
4 травня 1958 відбулися вибори, що закріпили перехід країни знову до засад демократії. Альберто Льераса в результаті обрано першим президентом Національного фронту.
Помер Габріель Паріс Горділья у віці 98 років, 21 березня 2008 року.

## Факти
- Габріель Паріс Горділья є одним з найбільш довгоживучих керівників глав держав у одному з найвитриваліших урядів світу.
- Є найбільш довговічним президентом Колумбії.